# Иван Југовић
Иван Југовић или Јован Савић (Сомбор, 1772 — Велики Бечкерек, 1813) био је српски професор Велике школе у Београду и секретар Правитељствујушчег совјета. Био је припадник аустрофилске струје међу устаницима.

## Биографија
Рођен је у Сомбору. Његово право име је било Јован Савић, али је након доласка у Србију почео користити име Иван Југовић. По тврдњи неких његових рођака, Југовић је било старо породично презиме. Основну школу (Норму Аврама Мразовића) и Граматикалну школу завршио је у родном граду (неки биографи претпостављају и учитељски течај у Мразовићевој „Норми"), а шестогодишњу гимназију у Сегедину, након чега је студирао права у Пешти. По завршетку правних студија, са добром препоруком декана пештанског Правног факултета Емерика Келемана (1797) за митрополита Стефана Стратимировића, Јован Савић је 1. фебруара 1798. године примљен за професора припремног разреда Гимназије у Карловцима, а већ наредне школске 1799/1800. године постављен је за професора првог граматикалног разреда. Професуру је напустио 1. марта 1802. године и прешао је у Вршац, за секретара владике Јосифа Јовановића Шакабенте. У то време био је у сукобу са митрополитом Стратимировићем, па је 1805. године остао и без положаја у Вршцу. У јесен исте године прешао је у устаничку Србију, у Смедерево, где је, под псеудонимом Иван Југовић, убрзо постао писар у Правитељствујушчем совјету. Почетком 1807. године, након смрти Божидара Грујовића, првог секретара Совјета, Југовић је постављен на његово место. Почетком септембра исте године упућен је у дипломатску мисију у штаб руске војске у Букурешту, како би се примирје између Руса и Турака проширило и на Србију. На основу интрига руског изасланика у Србији Константина Родофиникина, Југовић је крајем 1807. године отпуштен из службе у Совјету. Оставши без посла, Иван Југовић је решио да по узору на Мађарску краљевску академију оснује у Београду школу у којој ће бити учене више науке и у којој ће бити школовани будући народни поглавари и управитељи Србије. Велика школа је, залагањем Југовића, свечано отворена 31. августа (12. септембра по новом календару) 1808. године. За њеног првог управитеља именован је Доситеј Обрадовић, а Југовић је током првог полугодишта био њен једини професор. Крајем 1808. године. Иван Југовић је политички рехабилитован и налазио се на челу дипломатске мисије која је више месеци боравила у Јашију, у штабу руске војске, на преговорима са фелдмаршалом кнезом Александром Прозоровским о будућем статусу Србије. На повратку из ове мисије, Југовић је био именован за председника београдског Магистрата, а у марту 1810. године налазио се у дипломатској мисији као Карађорђев изасланик код аустријског цара Франца I у Бечу. Почетком 1811. године поново је именован за првог секретара Правитељствујушчег совјета. Када је у марту 1811. године умро Доситеј Обрадовић, на његово место попечитеља просвештенија (министра просвете у устаничкој српској влади) именован је Иван Југовић. У сукобу русофилске и аустрофилске струје (којој је припадао Југовић) у српском политичком врху, Иван Југовић је, са Миљком Радоњићем и Михаилом Грујовићем, крајем 1812. године истеран из Совјета. Београд је напустио почетком марта 1813. године, а последње месеце живота провео је између Бачке Паланке, Темишвара, Беча и Великог Бечкерека (данас Зрењанин), где је и умро 7/19. новембра 1813. године. Сахрањен је у порти бечкеречке Светоуспенске цркве.
Јован Савић - Иван Југовић био је полиглота који је уз матерњи српски течно говорио и разумео још шест језика (латински, немачки, мађарски, руски, италијански и француски). Био је даровит правник и писац, преводилац, хроничар и песник, и ненадмашан беседник. Имао је једну од пресудних улога у учвршћивању српске самосталности и обликовању државног устројства устаничке Србије, а Југовићеве идеје о јакој, слободној и самосталној националној држави, која ће бити носилац народних тежњи за ослобођење и других крајева у којима живе Срби, неколико деценија су претходиле „Начертанију" Илије Гарашанина. Образован и уман, поносан и отворен, али немирног духа и бујних личних и политичких страсти, Сомборац Иван Југовић (Јован Савић), за непуних осам година боравка у устаничкој Србији, постао је уз Доситеја Обрадовића најпознатији и најутицајнији пречански Србин у националној, политичкој и просветној историји свог времена. Његова улога била је кључна за покретање Велике школе, чије дубоке образовне корене данас баштини Универзитет у Београду, па је тиме овај сомборски ерудита, са истанчаним осећањем за меру националног и цивилизацијског, забележен и као трајан задужбинар српског образовања.